# Nuri Kodamanoğlu
Mehmet Nuri Kodamanoğlu (* 1923 in Ulukışla, Provinz Niğde; † 3. Oktober 2013 in Istanbul) war ein türkischer Politiker der Republikanischen Volkspartei CHP (Cumhuriyet Halk Partisi), der zwischen 1965 und 1973 Mitglied der Großen Nationalversammlung der Türkei sowie von 1972 bis 1973 Minister für Energie und natürliche Ressourcen war.

## Leben
Mehmet Nuri Kodamanoğlu absolvierte ein Studium an der Fakultät für Naturwissenschaften der Universität Istanbul und war zudem Absolvent der dortigen Höheren Lehrerschule (Istanbul Yüksek Öğretmen Okulu). Danach war er als Mathematiklehrer an verschiedenen Gymnasien sowie später Dozent am Pädagogischen Institut Gazi (Gazi Eğitim Enstitüsü) und an der Höheren Lehrerschule in Ankara (Ankara Yüksek Öğretmen Okulu). Am 2. Juni 1960 wurde er erstmals Unterstaatssekretär im Ministerium für nationale Bildung und war danach Privatsekretär des Ministers, Inspekteur des Ministeriums sowie Mitglied des Bildungsausschusses des Ministeriums, ehe er zwischen dem 12. Dezember 1963 und dem 2. Juli 1965 erneut als Unterstaatssekretär im Ministerium für nationale Bildung fungierte.
Bei der Wahl am 10. Oktober 1965 wurde Kodamanoğlu für die Republikanische Volkspartei CHP (Cumhuriyet Halk Partisi) zum Mitglied der Großen Nationalversammlung TBMM (Türkiye Büyük Millet Meclisi) gewählt und gehörte dieser als Vertreter von Yozgat sowie nach seiner Wiederwahl am 12. Oktober 1969 als Vertreter von Niğde in der 13. und 14. Legislaturperiode vom 22. Oktober 1965 bis 14. Oktober 1973 an. 
Nuri Kodamanoğlu war vom 22. Mai 1972 bis zum 15. April 1973 Minister für Energie und natürliche Ressourcen (Enerji ve Tabii Kaynaklar Bakanı) in der 35. Regierung, dem Kabinett Melen.